# KEDGE Business School

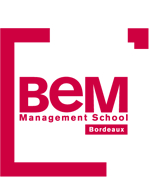
Logo der ehemaligen BEM

Die KEDGE Business School ist eine französische Grande école mit Sitz in Bordeaux mit 10 Standorten (u. a. in Marseille, Bordeaux, Toulon, Paris, Suzhou, Shanghai und Dakar).

## Geschichte
Die École supérieure de commerce de Bordeaux wurde 1874 in Bordeaux gegründet und war eine der ersten Bildungsinstitutionen, die in Frankreich praxisorientierte Ausbildungsprogramme im Bereich der Unternehmensführung anbot. Mit der EQUIS-Akkreditierung erhielt sie im Jahre 2000 den Namen Bordeaux École de Management und seit 2007 lautete ihre Bezeichnung BEM – Bordeaux Management School. 2008 wurde im senegalesischen Dakar ein Ableger eröffnet und 2009 expandierte sie nach Paris. Das Universitätsgelände liegt seit 1969 im politisch eigenständigen Vorort Talence an der südlichen Stadtgrenze von Bordeaux. Die Fusion mit der Handelshochschule (Grande École de Commerce) Euromed Management wurde offiziell am 17. Januar 2012 angekündigt und im Laufe des Jahres 2013 vollzogen.

## Studienangebote
Es werden neunzehn Management-Studiengänge auf Bachelor- und Masterebene angeboten.

## Zusammenarbeit mit der Wirtschaft
Die Bildungseinrichtung arbeitet mit zahlreichen Unternehmen zusammen, um den Praxisgehalt der Ausbildung zu gewährleisten und ein Absolventennetzwerk zur Verfügung stellen zu können. Darunter sind u. a. JP Morgan, Société Générale, Auchan, PricewaterhouseCoopers, Procter & Gamble, Ernst & Young, L’Oréal und BNP Paribas.

## Akkreditierungen
Die BEM wurde im Jahr 2000 von EQUIS akkreditiert. Die KEDGE Business School ist daneben auch AMBA-, AACSB- und Global Compact-akkreditiert.

Es gibt 292 Partner-Hochschulen in allen Kontinenten.